# 污泥生物炭
污泥生物炭是污泥在完全或部分缺氧的状态下经热解炭化产生的一类高度芳香化的黑色产物。污泥生物炭是一种新型吸附剂，对重金属和有机物均有较好的吸附效果，但对两种污染物的作用机理不同，对有机污染物，主要以物理吸附为主,而对重金属Pb2+的吸附则以表面沉淀和吸附为主。
1. ↑  李朝晖,卢欢亮,章卫华,仇荣亮. . 生物技术世界. 2014, (08): 7-8.